# Shōkaku-Klasse
Die Shōkaku-Klasse (jap. 翔鶴型航空母艦 Shōkaku-gata kōkubokan) war eine Klasse von zwei Flugzeugträgern der Kaiserlich Japanischen Marine. Bei dieser Klasse wurden die vorherigen Erfahrungen aus dem japanischen Kriegsschiffbau vereint, so dass die Schiffe eine bisher nicht erreichte Synthese aus Geschwindigkeit, Panzerschutz und Flugzeugkapazität erhielten. Bis zur Einführung der amerikanischen Essex-Klasse im Jahr 1943 galten die Schiffe der Shōkaku-Klasse als die leistungsfähigsten Flugzeugträger im Pazifikkrieg.

## Entwicklungsgeschichte

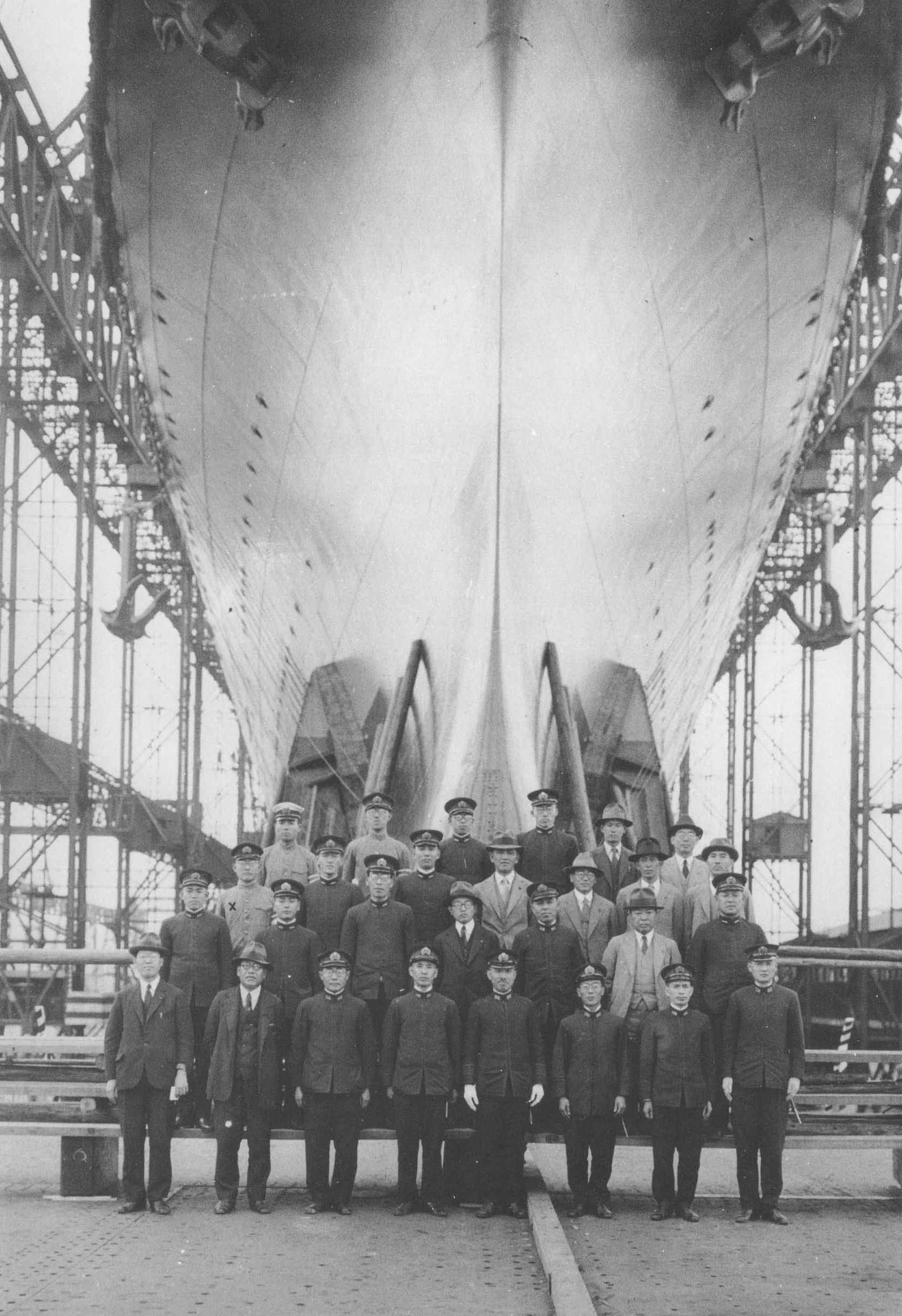
Die Shōkaku und ihre Konstrukteure vor ihrem Stapellauf. Der Ansatz ihres Wulstbuges ist hinter den Männern zu erkennen.

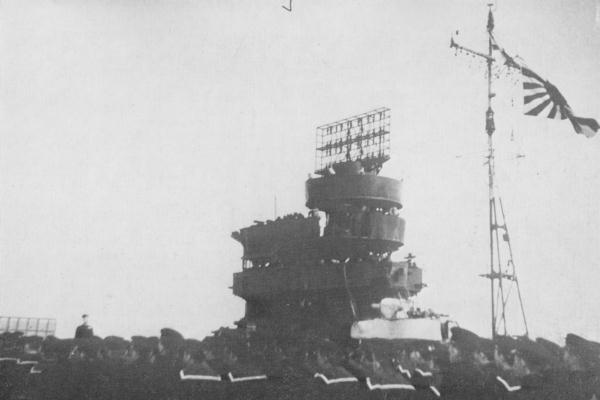
Der kleine Brückenturm der Zuikaku mit einem Typ 21-Radar auf seinem Dach. Ein Teil des ausgeklappten Windschutzes ist links zu sehen.
Das Fehlen des Typ 13-Radars am Mast deutet auf eine Aufnahme hin, die vor 1944 entstand.

1934 kündigte die Regierung des japanischen Kaiserreichs an, die internationalen Flottenverträge aufzukündigen. Folglich mussten die Tonnagebegrenzungen beim Bau von Flugzeugträgern durch die Planer der Marine nicht mehr beachtet werden.
Das bisher erfolgreichste Design war die Sōryū-Klasse. Ihr zweites, überarbeitetes Schiff, die Hiryū, bildete die Grundlage für die neue Flugzeugträgerklasse. Die Geschwindigkeit der Hiryū sollte beibehalten werden, aber die Flugzeugkapazität sollte der der größeren Akagi entsprechen. Das Experiment mit dem an Backbord positionierten Brückenaufbau der Hiryū sollte jedoch nicht wiederholt werden.
Der 227 m lange Rumpf der Sōryū-Klasse wurde für die neue Schiffsklasse auf 257,50 m verlängert, die Breite wuchs um knapp 5 m auf 26 m. Die Länge an der Wasserlinie erreichte 250 m.

## Antriebsanlagen
Die Antriebsanlage bestand aus vier Dampfturbinen, die von acht Dampfkesseln gespeist wurden. Die Dampfkessel verbrannten Schweröl. Jeder Kessel war in seinem eigenen, wasserdichten Abteil untergebracht.
Die Turbinen übertrugen rund 160.000 SHP auf vier Propeller. Die Shōkaku-Klasse erreichte so eine Geschwindigkeit von bis zu 34 Knoten. Bei einem Belastungstest der Maschinenanlagen auf der Shōkaku wurden sogar 161.280 SHP und 34,5 Knoten erreicht.
Die Abgase der Kessel wurden über Rohrleitungen an der Steuerbordseite unter dem unteren Hangardeck hindurch geführt und schließlich auf Höhe des oberen Hangardecks über zwei Schornsteine aus dem Schiff geleitet. Mit 18 Knoten konnten die Schiffe so Reichweiten von bis zu 10.000 Seemeilen erreichen.
Eine rudimentäre Form des Wulstbugs wurde in die Rümpfe der Schiffe der Shōkaku-Klasse integriert. Er reichte nicht über das vordere Lot hinaus, so dass sein genauer Wirkungsgrad unbekannt ist. Ähnliches gilt für das Ersatzruder, das, ähnlich dem auf der Yamato-Klasse eingebautem Ersatzruder, vor dem Hauptruder installiert war.

## Bewaffnung und Feuerleitsystem

### Schwere Flugabwehrwaffen
Jedes Schiff erhielt acht Zwillingslafetten mit der Typ 89 12,7-cm-Flugabwehrkanone, vier auf jeder Schiffsseite. Die beiden Steuerbordlafetten an achtern, hinter den Schornsteinauslässen, waren vom Typ 89 A1 Modell 2 und mit einem Gehäuse zum Schutz der Geschützmannschaften vor Abgasen ausgestattet, während die übrigen sechs Lafetten keinen solchen Schutz besaßen. Die Geschütze wurden mit drei Typ 94 Feuerleitgeräten gesteuert.
Ein Typ-94 Leitgerät stand auf dem Dach des Brückenaufbaus, zwei an der Backbord und zwei weitere auf der Steuerbordseite.

### Leichte Flugabwehrwaffen
Die Flugabwehrbewaffnung für den Nahbereich der Shōkaku-Klasse bestand aus 36 Typ 96 25-mm-Maschinenkanonen. Sie waren in zehn offenen und zwei geschlossenen Lafetten verbaut. Nur die beiden Drillingslafetten hinter dem Schornstein der Steuerbordseite besaßen ein Gehäuse zum Schutz der Mannschaft vor Abgasen.
Die leichten Flugabwehrwaffen wurden durch sechs Typ-95-Leitgeräte gelenkt, von denen jeweils drei an den Schiffsseiten aufgestellt waren.

## Einrichtungen für den Flugbetrieb
Das hölzerne Flugdeck auf beiden Schiffen waren knapp 242 Meter lang bei einer maximalen Breite des Decks von 29 Metern. Um moderne und damit schwere Flugzeuge starten zu können, musste der Träger gegen den Wind fahren, so dass der Fahrtwind unter die Tragflächen der Flugzeuge griff und schon beim Start Auftrieb erzeugte. Die Strecke für den Startlauf eines B5N2 Bombers betrug beispielsweise 226 Meter bei Windstille und die Flugzeuge konnten im Einsatz naturgemäß nicht die gesamte Länge des Decks für den Start nutzen, so dass eine gewisse Windgeschwindigkeit als Starthilfe zwingend erforderlich war. Bei Windstille mussten die Schiffe der Shōkaku-Klasse demnach mit mindestens 26 Knoten laufen, um den gleichen Effekt und die dafür benötigten 13 Meter pro Sekunde Fahrtwind künstlich zu erzeugen und den Start ihrer Flugzeuge zu ermöglichen.
Die Schiffe hatten drei Aufzüge, um Flugzeuge aus den beiden übereinanderliegenden Hangars an Deck zu heben oder abzusenken. Die beiden hinteren Aufzüge waren mit 13 × 12 Metern etwas kleiner als der vordere mit 13 × 16 Metern, sie waren sämtlich ins Flugdeck integriert und nicht an den Schiffsseiten angebracht. So konnten die hinteren Aufzüge beziehungsweise der vorderen Aufzug nur verwendet werden, wenn kein Lande- oder Startbetrieb stattfand.
An mitgeführten Flugzeuge wurden pro Schiff 72 einsatzbereite und 12 Reservemaschinen gefordert. Diese Zahlen wurden umgesetzt und so trugen die Schiffe 1941 je:
- 18 (+ 2 Reserve) Mitsubishi A6M2 – Typ 0 Modell 21
- 27 (+ 5 Reserve) Nakajima B5N2 – Typ 97 Modell 12
- 27 (+ 5 Reserve) Aichi D3A1 – Typ 99 Modell 22

Während der größte dieser Flugzeugtypen, der B5N2 Torpedobomber, mit 15,51 Metern Spannweite im Hangar durch Hochklappen der Tragflächen auf nur noch 7,5 Meter Breite verkürzt werden konnte, konnten bei den Flügeln der kleineren D3A1 Sturzkampfflugzeuge und der A6M2 Jagdmaschinen nur die Flügelspitzen umgeklappt werden, so dass sie in den Hangars noch immer knapp 10 Meter breit waren.
| Umbauten und Modernisierungen auf Flugzeugträgern der Shōkaku-Klasse |
| Zeichnung der Shōkaku im Bauzustand von 1942. Die Flugabwehrbewaffnung war zu diesem Zeitpunkt bereits auf vier 25-mm-Typ-96-Drillinge am Bug und Heck verstärkt worden und das Schiff war im Juni 1942 mit einem Typ-21-Radar auf dem Brückenturm ausgerüstet worden. Auf dem Flugdeck sind 10 Fangseile, zwei eingeklappte Netzfanganlagen und der aufklappbare Windschutz zu erkennen, der bei Startvorbereitungen, wenn der Träger gegen den Wind lief, die Decksmannschaft schützte. Drei rechteckige Abdeckungen für versenkbare Scheinwerfer sind im Flugdeck eingelassen. Das Holzdeck ist durch acht Dehnungsfugen unterbrochen, um es zu stabilisieren. Die drei Flugzeugaufzüge und die Spitze des Decks sind nicht mit Holz beplankt, sondern bestanden aus Stahl, das mit einem Anstrich aus rutschhemmender Farbe gestrichen war. Kurz hinter der Spitze des Flugdecks ist das Katakana Schriftzeichen für „Shi“ zur Identifikation des Schiffs für eigene Piloten aufgemalt. Die Zuikaku hatte zu diesem Zeitpunkt den Buchstaben „SU“ auf ihrem Deck aufgebracht. |
| Zeichnung der Zuikaku im Bauzustand vom Oktober 1944. Die massive Aufrüstung mit Maschinenwaffen und den Tarnanstrich erhielt sie vor ihrem letzten Einsatz. Zusätzlich wurde an der Steuerbordseite des Vorschiffs und an der Backbordseite des Achterschiffs je eine Plattform für je vier 28-rohrige Raketenwerfer installiert, die ungelenkte Raketen mit einem Kaliber von 12 cm verschossen. Der Suchscheinwerfer Nummer 3 wurde entfernt und an seiner Position ein weiteres Typ 21 Radar eingebaut. Ein Typ-13-Radar zur Suche nach Luftzielen ist ebenfalls 1944 nachgerüstet worden, dessen Yagi-Uda-Antenne am Hauptmast montiert ist. Zehn Typ-96-25-mm-Einzellafetten und zahlreiche Maschinengewehre wurden vor ihrem letzten Einsatz zusätzlich an Bord genommen, so dass schließlich 96 25-mm-Kanonen an Bord aufgestellt waren. Die Kaiserlich Japanische Marine hatte im März 1944 mit Experimenten begonnen, um effektive Tarnanstriche für Flugzeugträger zu entwickeln. Das Muster sollte von der Seite gesehen den Umriss eines Frachtschiffs vortäuschen, und in der Draufsicht das auffällige Flugdeck unkenntlich machen. Die Maßnahme wurde von der Marine selbst als nicht sonderlich wirksam bewertet, war aber nach ihrer Einschätzung besser als kein Tarnanstrich. |

## Schutzsysteme

### Panzerschutz
Die Konstrukteure der Shōkaku-Klasse wurden angewiesen, den Panzerschutz der Schiffe so zu konstruieren, dass die Maschinenanlagen vor Treffern von 250 kg schweren Fliegerbomben und Geschützfeuer vom Kaliber 5 Zoll (12,7 cm) geschützt sein sollten.
Die Magazine der Schiffe, in denen die Bomben und Torpedos für die Flugzeuge gelagert wurden, sollten sogar gegen Treffer von Bomben von bis zu 800 kg, abgeworfen von einem Horizontalbomber, und 20,3 cm (8 Zoll)-Granaten, abgefeuert aus bis zu 20 km Entfernung, geschützt werden.
Das Flugdeck selbst erhielt keine Panzerung und bestand, wie zu dieser Zeit fast durchgehend üblich, aus Holz.
Zur Umsetzung ihres Panzerungskonzepts wählten die Entwickler folgende Stahlsorten:
NVNC – New Vickers Non Cemented, von den Japanern auch als nitsukeru kurōmu kō (gehärteter Chrom-Stahl) bezeichnet, war die Standardstahlsorte für Panzerungen im japanischen Schlachtschiffbau und wurde auch für den Gürtelpanzer und das Panzerdeck der Shōkaku-Klasse verwendet. Der Gürtelpanzer war über den lebenswichtigen Schiffssystemen 21,6 cm (8,5 Zoll) stark und dünnte sich über den anderen Bereichen auf 15 cm aus. Das Panzerdeck war 17 cm dick.
DS – Ducol Steel war kein echter Panzerstahl, sondern Stahl mit hoher Streckgrenze, der ursprünglich in Großbritannien für den Maschinenbau entwickelt wurde. Es waren homogene Stahlplatten ohne Einsatzhärtung, deren Herstellung nicht sehr rohstoffintensiv und damit preiswert war, die sich aber dennoch als brauchbar in der Rolle der Panzerung erwiesen hatten. Er wurde für das strukturelle Schutzsystem verwendet.

### Struktureller Schutz
Die Shōkaku-Klasse erhielt ein integriertes, strukturelles Schutzsystem ohne zusätzliche Torpedowülste. Das System war dennoch tief gestaffelt und reichte in der Schiffsmitte je etwa 5 Metern von jeder Seite nach innen. Die exakten Anforderungen der Kaiserlichen Marine an die Konstrukteure für dieses Schutzsystem sind umstritten. Sie reichen vom Schutz vor den Auswirkungen einer 200 kg TNT Unterwasserexplosion, bis zu einer 450 kg TNT Explosion. Das wirksamste strukturelle Schutzsystem, das hatten Experimente mit dem Schlachtschiff Tosa von 1924 ergeben, bestand aus einer Mischung aus leeren Räumen (zum Abschwächen der Druckwelle einer Unterwasserexplosion) und solchen, die mit Flüssigkeit (Wasser oder Öl) gefüllt waren (zum Verlangsamen der Splitter, die bei einer solchen Explosion ebenfalls entstanden). Diese Erkenntnisse wurden bei der Shōkaku-Klasse umgesetzt, so dass ein System entstand, das wie folgt aufgebaut war:
Das Schutzsystem hatte auf Höhe der Kesselräume vier wasserdichte Abteilungen, die die Energie einer Explosion auffangen sollten, bevor einer der Kesselräume von ihr betroffen wurde. Auf die Außenhaut des Rumpfes, unterhalb des Gürtelpanzers, folgte ein leerer Expansionsraum, der von einer 25 mm dicken Innenwand aus DS-Stahl abgeschlossen wurde. Anschließend folgte ein etwa 2 Meter breiter Schweröltank, der bei zu erwartenden Gefechten vorsorglich leer gepumpt werden konnte. Die Innenseite des Tanks bildete eine weitere 25-mm-DS-Platte. Ein weiterer Öltank schloss sich innenbords an, auf den schließlich das Torpedoschott folgte. Zwischen Torpedoschott und Kesselraum befand sich eine weitere wasserdichte Abteilung.

### Hangars und Flugdeck

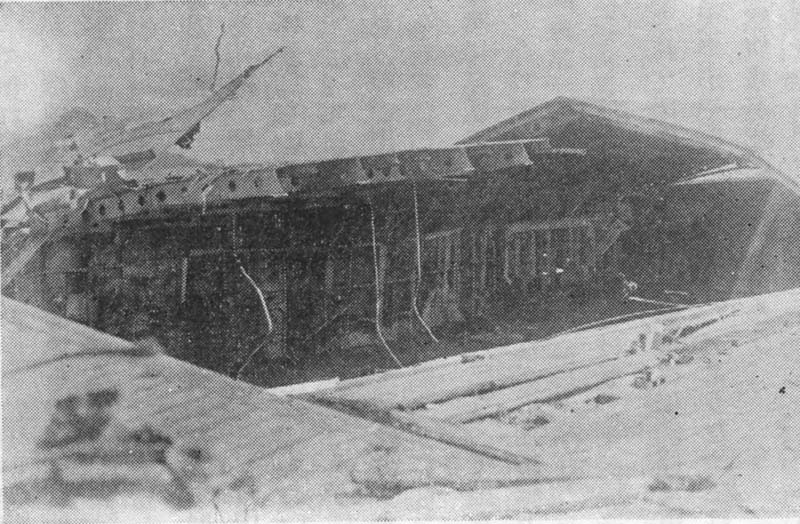
Das aufgerissene Flugdeck der Shōkaku mit Blick ins obere Hangar, nach der Schlacht von Santa Cruz

Ein wesentlicher Teil der gefährlichen Stoffe an Bord eines Flugzeugträgers befindet sich in Form von leicht brennbarem Flugzeugtreibstoff und in Form von Bomben, Torpedos und Maschinenkanonenmunition in den Hangars der Schiffe. Zwar sind die Lagerbestände des Benzins und der Munition tief im Schiff unter Panzerschutz relativ gut geschützt – sobald jedoch Flugbetrieb stattfindet, müssen bestimmte Mengen im Zuge der Startvorbereitungen in die Hangars geholt werden.
Die Hangars der Träger befanden sich nicht unter einem Panzerdeck, sondern befanden sich oberhalb des Panzerdecks. Um Explosionen von gegnerischen- oder eigenen Bomben innerhalb eines Hangars möglichst unbeschadet zu überstehen, wurden die Außenwände des oberen Hangars sehr dünn ausgelegt, so dass die Explosionsenergie sich nach außen und nicht nach oben gegen das Flugdeck, richten sollte. Das funktionierte jedoch nicht: Die Hangars auf allen japanischen Flugzeugträgern waren komplett geschlossen, mit den Aufzugsschächten der Flugzeugaufzüge als einzige direkte Verbindung nach außen. Nachdem die Shōkaku im Oktober 1942 von mehreren Fliegerbomben getroffen wurde, die im oberen Hangar explodierten, richtete sich deren Explosionsenergie gegen das Flugdeck, das sich wölbte und einriss, was den weiteren Flugbetrieb zunächst unmöglich machte.
Als weitere Maßnahme teilte man den Raum innerhalb des oberen Hangars durch zwei Tore, die Splitter und Druck im Fall einer internen Explosion auf eines von drei Hangarsegmenten beschränkten sollten.
Ein weiteres Problem stellten Dämpfe von ausgetretenem Flugbenzin dar, die sich ausbreiten und entzünden konnten. Durch das geschlossene Hangarsystem war eine künstliche Belüftung dieser Bereiche zwingend erforderlich, so dass man an der Backbordseite Luft von Außenbords ansaugte und sie über Ventilatoren an der Steuerbordseite wieder absaugte. Ein Ansaugen auf beiden Seiten war nicht möglich, da sonst die Abgase der Schornsteine von der Steuerbordseite in die Hangars gepresst worden wären.

## Besatzung
Die Besatzung hatte eine Sollstärke von 1.660 Mann. Diese setzte sich zusammen aus 75 Offizieren, 56 Spezialisten, 71 Deckoffizieren (Warrant officers) und 1458 Unteroffizieren bzw. Mannschaften. Diese erhöhte sich während des Krieges aber auf Grund der personalintensiveren zusätzlichen Ausrüstung wie Flugabwehrbewaffnung und Radar. Üblicherweise befehligte ein Stabsoffizier im Rang eines Kaigun-taisa (Kapitän zur See) einen Flugzeugträger der Klasse.

## Schiffe der Shōkaku-Klasse

### Shōkaku
Die Shōkaku wurde im Dezember 1937 von der Marinewerft in Yokosuka auf Kiel gelegt und lief im Juni 1939 vom Stapel. Im Pazifikkrieg bildete sie mit ihrem Schwesterschiff die 5. Flugzeugträgerdivision. Im Dezember 1941 nahm sie am Angriff auf Pearl Harbor teil. Im Mai 1942 wurde sie während der Schlacht im Korallenmeer durch Fliegerbomben beschädigt und fiel für weitere Operationen zunächst aus. Im August 1942 war sie an der Schlacht bei den Ost-Salomonen beteiligt, gefolgt von der Schlacht bei den Santa-Cruz-Inseln im Oktober. Im Juni 1944 wurde sie im Zuge der Schlacht in der Philippinensee am 19. vom U-Boot Cavalla durch mehrere Torpedotreffer versenkt.

### Zuikaku
Die Zuikaku wurde im Mai 1938 von der Werft Kawasaki in Kōbe auf Kiel gelegt und lief im November 1939 vom Stapel. Sie war das Flaggschiff der 5. Trägerdivision und nahm am Angriff auf Pearl Harbor, den Schlachten im Korallenmeer und den Santa-Cruz-Inseln teil. In der Schlacht in der Philippinensee im Juni 1944 wurde sie durch eine Fliegerbombe beschädigt und ihre fliegenden Verbände erlitten schwerste Verluste beim Angriff auf amerikanische Kriegsschiffe. Unfähig die Verluste an Piloten zu ersetzen, wurde beschlossen, die Zuikaku mit anderen Trägern als Köder für amerikanische Trägergruppen während der See- und Luftschlacht im Golf von Leyte im Oktober 1944 einzusetzen. Dieser Plan gelang, jedoch wurde die Zuikaku dabei durch amerikanische Trägerflugzeuge so schwer beschädigt, dass sie am 25. Oktober 1944 unterging.